# Chajing

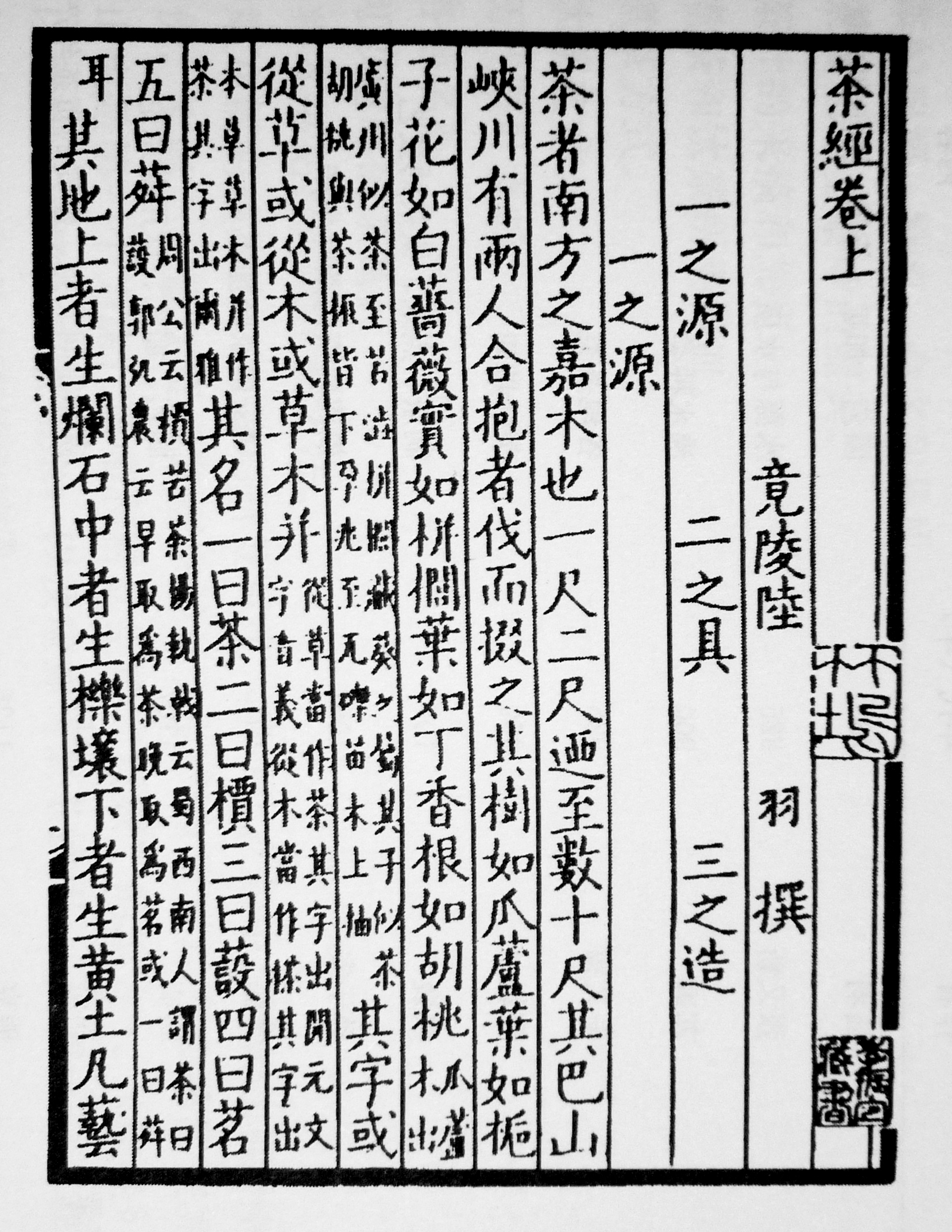
Första sidan i Chajing.

Chajing, "Te-klassikern" (茶經), är Kinas och världens äldsta bok om te, skriven av Lu Yu i slutet av 700-talet (ca 760-780).
Boken, i tio kapitel, är den viktigaste källan till kunskap om teodling, teproduktion och tillagning under Tangdynastin. Boken innehåller också citat rörande te från en rad äldre kinesiska verk samt tankar om hur te bör avnjutas och kom att ha en oerhörd påverkan på senare tiders te-ideal.